# Altenhof, Rendsburg-Eckernförde
Altenhof là một đô thị thuộc quận Rendsburg-Eckernförde, bang Schleswig-Holstein.